# Форт Буаяр (телегра)
«Форт Буая́р» (фр. Fort Boyard) — популярне пригодницьке телешоу, дія якого розгортається в Біскайській затоці в форті Буаяр. Уперше програма була показана на французькому телеканалі «Antenne 2» влітку 1990 року. Надалі отримала численні іноземні версії, що знімаються в тому ж форті. В цьому шоу учасники проходять різноманітні фізичні та інтелектуальні випробування, щоб отримати «скарб».

## Правила

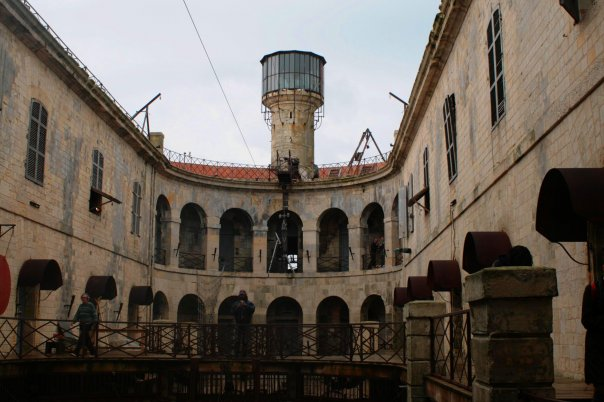
Подвір'я форту з вартовою баштою

Мета учасників шоу — відімкнути скарбницю та забрати з неї якомога більше «скарбів». Для цього потрібно отримати достатню кількість ключів і розгадати кодове слово.
На першому головному етапі учасникам шоу потрібно пройти серію випробувань аби отримати ключі. Ці ключі отримуються в кімнатах, розташованих по периметру форту. Може вимагатися пройти кімнату на бочці, що котиться; доставити вантаж у потрібне місце; перемістити предмет складним маршрутом, не впустивши його тощо. На завершення завдання в кожній кімнаті відводиться обмежений час, який відміряє клепсидра. Якщо учасник не встигає покинути кімнату, то він стає «в'язнем» і вибуває зі змагання, потрапивши до клітки. В деяких версіях шоу «в'язневі» пропонується звільнитися, знайшовши правильний ключ від клітки з-поміж багатьох схожих; або інший учасник визволяє його, вирішивши додаткове завдання.
Один учасник може виграти для команди додатковий ключ, для чого піднімається до Вартової вежі, де повинен відгадати загадку «мудреця» (в більшості версій він називається Батько Фурас).

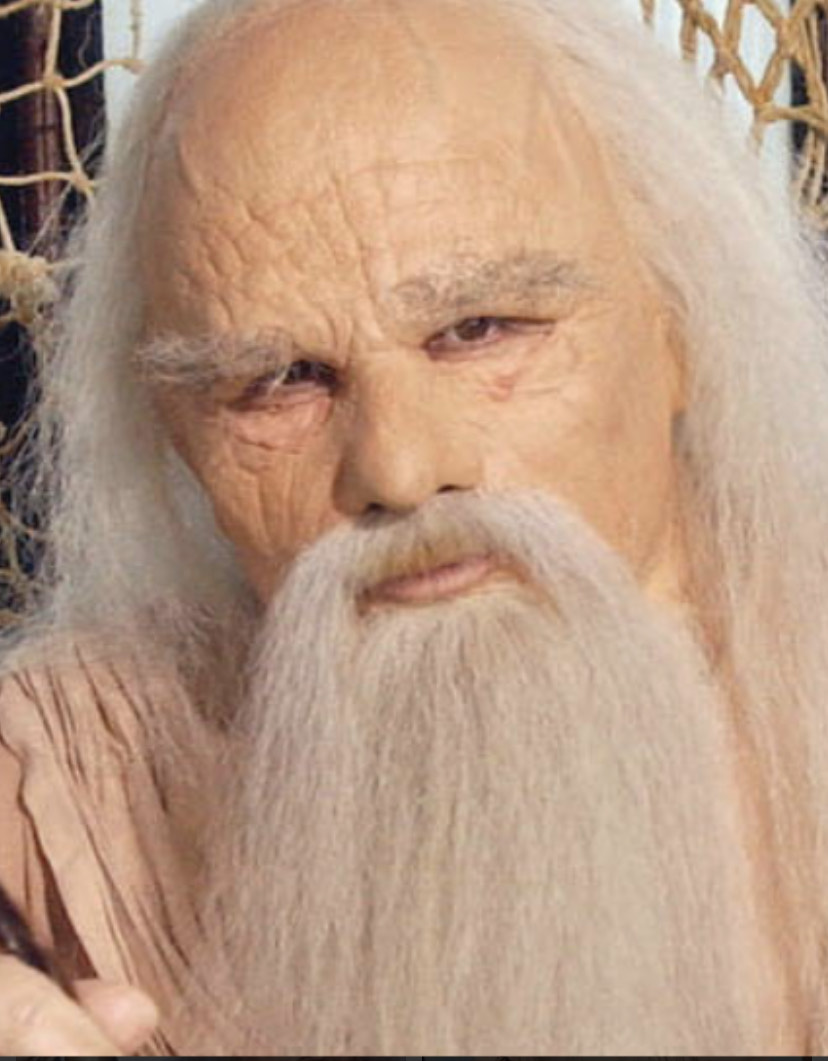
Батько Фурас

Якщо команда зібрала достатньо ключів, то їх вставляють у відповідні шпарини. Якщо їх замало, то членів команди пропонується «принести в жертву» — за кожну «жертву» видається один ключ. «Принесених у жертву» учасників замикають у підземеллі, де вони лишаються до кінця гри. В деяких версіях їм дозволяється пройти додаткове випробування, щоб звільнитися.
У разі, якщо команда має більше ключів, ніж необхідно для відчинення скарбниці, то надлишкові можна обміняти на слова-підказки в другому етапі гри.
Другий головний етап полягає в пошуку підказок, які необхідні для отримання кодового слова. Часто для цього слід вирішити головоломку з пересуванням предметів або розшукати записку в кімнаті з огидними тваринами, як-от змії чи жаби. Також підказки можна отримати від «мудреця». Коли слово отримано, учасники стають на майданчик із хаотично розміщеними на підлозі літерами, щоб позначити собою літери кодового слова (якщо людей замало, на відповідні місця кладуться гарматні ядра). Тоді скарбниця відчиняється, але лише на обмежений час. Учасники повинні встигнути забрати якомога більше «скарбів», інакше скарбниця зачинеться і в неї випустять тигрів.
Отримані скарби наприкінці зважуються та конвертуються в валюту. В більшості країн гроші, виграні командою, передаються на благодійність.

## Історія

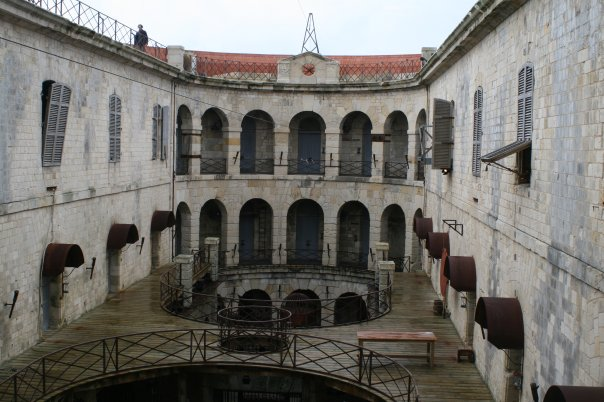
Подвір'я форту

Форт Буаяр перестав використовуватися французькою армією в 1913 році. В 1962 році його купив на аукціоні дантист Ерік Ертс, але доглядом споруди не займався. Форт слугував місцем зйомок кількох фільмів, а з 1980 року ним зацікавилося телебачення. Тоді Філіп де Дьольо, ведучий успішної програми «Полювання за скарбами», знімав там один з епізодів, де треба було відшукати скриньку зі «скарбами», і на кілька годин лишився в форті через шторм. Через вісім років телепродюсер Жак Антуан, шукаючи декорації для майбутнього шоу, що нагадувало б настільну гру «Підземелля і дракони», згадав про зйомки фільмів у форті Буаяр і випадок з де Дьольо. Жак Антуан зі своєю продюсерською компанією JAC купив форт у Еріка Ертса за 1,5 млн франків, і негайно продав Генеральному департаменту Шаранти Приморської за символічний 1 франк. В обмін на це департамент зобов'язався провести ремонт і забезпечити ексклюзивне використання споруди компанією JAC.
У 1989 році почалися ремонтні роботи. Форт очистили від бруду й пташиного посліду, на першому поверсі облаштували внутрішній двір, а центральний двір поділили на дві частини: скарбницю та стартову кімнату. Через погодні умови будівництво декорацій проводилося в два етапи: від початку ремонту до жовтня 1989 року, а потім наступної весни, і було завершено незадовго до першого дня зйомок 30 червня 1990 року. Пілотний епізод, фінансований британською телекомпанією Channel 4, був знятий у лондонській студії з ведучим Річардом О'Браєном, оскільки форт на той час ще був недоступний через ремонт. Кадри з цього епізоду пізніше слугували рекламою французької версії шоу. За словами О'Браєна, запис пілотного епізоду коштував 2 млн франків, що було рекордом на той час. У ньому було відтворено інтер'єр форту, були присутні тигри та статуя фенікса, що задавала загадки. Учасниками були шестеро англомовних конкурсантів.
Французьке шоу спершу мало назву «Ключі від форту Буаяр» (Les Clés de Fort Boyard) і тривало 1 сезон, який показувався в 1990 році. Надалі шоу має назву «Форт Буаяр» (Fort Boyard).
Оскільки Channel 4 замовила повний сезон власного шоу з іншою назвою, продюсер Малкольм Гейворт зв'язався з творцем «Форту Буаяр» Жаком Антуаном щодо того, аби французька та британська версії відрізнялися. В результаті хоча обидві версії знімалися там само, але в різних місцях форту, і суттєво різнилися за поданням і стилем. Надалі JAC передбачалося, що іноземні компанії можуть знімати власні версії шоу в форті, але французький формат задавав правила.
У 1998—1999 повністю очистили стіни фасаду, а також закрили тріщини й перезібрали терасу. Останньою була реставрація центрального двору взимку 2003—2004 років.
Channel 5 купила права на шоу «Форт Буаяр» і створила власну британську версію, що транслювалася з 16 жовтня 1998 року по 29 грудня 2001 року в чотирьох сезонах. Її продюсував Пол Кірредж, а виконавчим продюсером був Річард Голловей, пізніше відомий як продюсер шоу «Ікс-Фактор» та інших шоу на британському телебаченні для Grundy Productions (Thames Television у 2001 році). У березні 2002 року було оголошено, що Channel 5 скасувала шоу в рамках реконструкції телестанції.
Зйомки відбувалися протягом літніх місяців (з травня по липень; у 2000 році по серпень через велику кількість країн, які беруть участь) кожного року. Іноземні версії шоу зазвичай тривали від 22 до 80 хвилин на епізод. Загалом з 1990 року по всьому світу транслювалося 34 іноземні версії. Лише в 2020 році жодна інша країна не брала участь через пандемію Covid-19.
У 2022 році канал France 2 анонсував, що з липня в шоу більше не зніматимуться живі тигри, а будуть використовуватися 3D-моделі тварин.

## Версії
Перші закордонні версії створювалися за зразком французької. За кількома винятками це був той самий процес у коротшому форматі. З 2003 року деякі країни хотіли запровадити формулу гри зі змаганням двох команд. Відтоді більшість країн прийняли саме цю формулу гри. В 1991 змагалися команди Бельгії та Нідерландів. У 2007 і 2008 роках відбувалося змагання трьох країн — Туреччини, Сербії та Болгарії. США та Велика Британія в 2011 запровадили змагання між країнами, але з командами, що складаються з підлітків.
Від початку шоу участь в ньому, крім Франції, брали також:
- Азербайджан: 2 сезони (2013, 2014)
- Алжир: 5 сезонів (2006, 2008—2011)
- Аргентина: 2 сезони (1999, 2000)
- Африка (транслюється в 24 країнах Африки на південь від Сахари): 1 сезон (2019)
- Бельгія: 4 сезони (1999, 2000, 2006, 2007)
- Болгарія: 1 сезон (2009)
- Велика Британія: 5 сезонів (1998—2001, 2003) — під назвою «Форт Буаяр» + 3 сезони (2012—2014) під назвою «Форт Буаяр — Вирішальне змагання» (Fort Boyard — Ultimate Challenge)
- Вірменія: 1 сезон (2009)
- Греція: 5 сезонів (2004—2008)
- Грузія: 1 сезон (2004)
- Данія: 10 сезонів (1993—1997, 1999, 2000, 2009, 2010, 2019) — під назвою «В'язні фортеці» (Fangerne på Fortet)
- Ізраїль: 2 сезони (1998, 1999)
- Іспанія: 1 сезон (2001)
- Італія: 1 епізод (1991)
- Квебек: 10 сезонів (1993—2000, 2013, 2014)
- Ліван: 2 сезони (2002, 2003)
- Мароко: 6 сезонів (2014—2019)
- Нідерланди: 1 сезон (1990) — під назвою «Ключі від форту Буаяр» (De Sleutels van Fort Boyard) + 3 сезони (2011, 2012, 2014) під назвою «Форт Буаяр».
- Німеччина: 5 сезонів (1990, 2000, 2001, 2010, 2018)
- Норвегія: 5 сезонів (1993—1996, 1999) — під назвою «В'язні форту» (Fangene På Fortet) + 1 сезон (2000) під назвою «Нові в'язні форту» (Nye Fanger På Fortet) та 2 сезони (2010, 2011) під назвою «В'язень форту» (Fangene På Fortet).
- Південна Корея: 1 сезон (2003)
- Польща: 1 сезон (2008)
- Росія: 7 сезонів (1998, 2002—2004, 2006, 2012, 2019)
- Румунія: 1 сезон (2017)
- Словаччина: 3 сезони (1998, 1999, 2017)
- США: 1 сезон (1991) — під назвою «Завоювати форт Буаяр» (Conquer Fort Boyard)
- Туреччина: 1 сезон (2000)
- Угорщина: 1 сезон (2000)
- Україна: 1 сезон (2004)
- Фінляндія: 4 сезони (2010, 2012, 2018, 2019) — під назвою «Форт Буаяр — Ліннаке» (Fort Boyard — Linnake)
- Чехія: 2 сезони (2016—2017)
- Швейцарія: 1 сезон (1995)
- Швеція: 20 сезонів (1990, 1992—2000, 2003, 2004, 2010—2017, 2019)

Змагання між країнами:
- Бельгія-Нідерланди: 1 сезон (1991)
- США-Велика Британія: 2 сезони (2011) — команди з підлітків.
- Болгарія-Сербія-Туреччина: 2 сезони (2007, 2008)

## Шоу в Україні

Володимир Зеленський в українській версії шоу

В Україні телешоу «Форт Буаяр» транслював канал «1+1». Ведучими були режисер Григорій Гладій та акторка Віта Смачелюк. Учасниками шоу побували спортсмен Василь Вірастюк, співачка Руслана Лижичко, гурти ТНМК та «Океан Ельзи», а також команда «Квартал 95» з Володимиром Зеленським. Замість Батька Фураса в українській версій був присутній Мудрий Мольфар у виконанні Богдана Ступки.
Керівництво каналу «1+1» категорично відмовило старшій доньці Віктора Ющенка Ліні брати участь в одній із серій гри у складі команди Олександра Пономарьова, мотивувавши тим, що «людей із прізвищем Ющенко на каналі не буде». Унаслідок цього, команда Пономарьова вирішила відмовитися від участі у грі.